# Goliarda Sapienza
Goliarda Sapienza (* 10. Mai 1924 in Catania, Sizilien; † 30. August 1996 in Gaeta) war eine italienische Schauspielerin, Schriftstellerin und Partisanin. Am bekanntesten ist sie für ihren erstmals 1998 erschienenen Roman L’arte della gioia (Die Kunst der Freude).

## Leben

### Kindheit und Jugend
Sapienza wurde am 10. Mai 1924 in Catania, Sizilien, als Tochter von Maria Giudice (1880–1953) und Giuseppe „Peppino“ Sapienza (1880–1949) geboren. Giudice, eine prominente Journalistin, stammte aus der Lombardei und war eine feministische Aktivistin sowie ein prominentes Mitglied der Sozialistischen Partei Italiens, die wegen ihrer Überzeugungen wiederholt inhaftiert worden war. Giudice arbeitete mit nationalen und internationalen linken Intellektuellen zusammen, darunter Angelica Balabanoff, Antonio Gramsci, Lenin und Umberto Terracini. Giudice hatte eine „freie gewerkschaftliche“ Beziehung mit Carlo Civardi, der als Soldat im Ersten Weltkrieg gefallen war und ihr sieben Kinder hinterlassen hatte. 1919 zog Giudice nach Sizilien, um bei der Organisation der örtlichen sozialistischen Organisationen und Gewerkschaften mitzuhelfen. Dort, in Catania, lernte sie Peppino Sapienza kennen, der aus der Arbeiterklasse stammte und Rechtsanwalt geworden war. Er war später an der Ausarbeitung der italienischen Verfassung beteiligt.
Giudice und Sapienza gründeten eine gemeinsame Familie (obwohl sie nie heirateten). Goliarda Sapienza war ihr zweites gemeinsames Kind und wurde nach ihrem Bruder Goliardo benannt, der vor ihrer Geburt starb.
Sie hatte viele Stiefgeschwister aus den früheren Familien ihrer Eltern, die zusammen in einem Haus in der Via Pistone in Catania lebten. Giudice war eine Zeit lang der Manager des italienischen marxistischen Philosophen Antonio Gramsci bei der Zeitung Grido del Popolo, der als Babysitter für Sapienzas ältere Geschwister fungiert hatte.
Sapienza verbrachte ihre Kindheit in einem nonkonformistischen, feministischen, antifaschistischen und antiklerikalen Umfeld, in dem sie einer Mischung aus verschiedenen Klassen und einem aktiven politischen Engagement ausgesetzt war. Da ihr Vater nicht wollte, dass sie von der faschistischen Propaganda des Mussolini-Regimes indoktriniert werde, wurde sie im Alter von 14 Jahren aus dem formalen Schulsystem entfernt und zu Hause unterrichtet. Sapienza brachte sich selbst Schauspiel und Klavier bei und stellte Filme nach, die sie im Kino gesehen hatte.
Im Alter von 16 Jahren erhielt sie 1941 ein Stipendium der Accademia d’arte drammatica in Rom, wohin sie mit ihrer Mutter zog. Nach dem Waffenstillstand 1943 schloss sie sich zusammen mit ihrem Vater den Partisanen an, der an der Befreiung von Sandro Pertini und Giuseppe Saragat aus einem deutschen Gefängnis beteiligt war.

### Nachkriegszeit
Nach dem Ende des Zweiten Weltkriegs schlug Sapienza eine Karriere als Theaterschauspielerin ein, wobei sie sich in den Rollen der Pirandello-Protagonisten hervortat. Gelegentlich trat sie auch in der Filmindustrie auf, wozu sie von Alessandro Blasetti ermutigt wurde.
Aufgrund ihrer überlebensgroßen Persönlichkeit und ihres schauspielerischen Talents wurde sie zu einer zentralen Figur im neorealistischen Kino und in den Kreisen der Kommunistischen Partei des römischen Geisteslebens.
Im Jahr 1947 lernte sie den neorealistischen Filmregisseur Francesco Maselli kennen, mit dem sie eine fast 20 Jahre dauernde Beziehung einging. Das Paar verkehrte unter anderem mit den Schriftstellern Alberto Moravia und Elsa Morante, den Regisseuren Bernardo Bertolucci, Pier Paolo Pasolini und dem Drehbuchautor Cesare Zavattini. Durch diese Beziehungen und als Masellis Partnerin und Vertraute von Luchino Visconti, die beide einflussreiche Regisseure waren, trug sie zur Gestaltung der italienischen Filmindustrie der 1950er Jahre bei, indem sie als Gelegenheitsschauspielerin und unentgeltliche Assistentin beim Casting, beim Schreiben von Drehbüchern und beim Vertonen von Filmen arbeitete, wofür sie oft keine Anerkennung erhielt.

### Beginn der Autorentätigkeit
Sapienza begann 1953 nach dem Tod ihrer Mutter mit dem Schreiben und verfasste zunächst Gedichte. In den späten 1950er Jahren litt sie unter schweren Depressionen, die 1962 zu einem Selbstmordversuch mit einer Überdosis Schlaftabletten führten. Um ihr Leiden zu bekämpfen, unterzog sie sich einer Reihe von Elektroschocks, durch die sie teilweise ihr Gedächtnis verlor. Sie unterzog sich einer psychoanalytischen Therapie in einer Klinik in Rom und verliebte sich in ihren Analytiker, der daraufhin die Behandlung beendete. Bei ihrer Genesung half ihr das Schreiben, auf das sie sich ab 1958 zunehmend konzentrierte. Im Jahr 1964 unternahm sie einen zweiten Selbstmordversuch. 1965 trennten sich Sapienza und Maselli, was dazu führte, dass sie von vielen in der römischen Gesellschaft gemieden wurde. Befreit von den sozialen Pflichten, die mit der Rolle als Masellis Lebensgefährtin einhergingen, schrieb sie kurz hintereinander zwei Memoiren, die beide mit mäßigem Erfolg veröffentlicht wurden: Lettera Aperta (1967) über ihre Kindheit und Il Filo di Mezzogiorno (1969) über ihre Erfahrungen in der Psychoanalyse. Diese wurden als Versuche beschrieben, die durch den Elektroschock zerstörten Erinnerungen zu rekonstruieren. Danach widmete sie sich ganz dem Schreiben, was ihr ihre Freundin Elsa Morante übel nahm, weil Sapienza lieber schrieb, als zum Mittagessen zu kommen.
Sapienza stürzte sich daraufhin in die Arbeit an ihrem Meisterwerk „L’arte della gioia“ („Die Kunst der Freude“), für dessen Fertigstellung sie neun Jahre brauchte und das sie in die Armut trieb, da sie sich immer weiter von der Gesellschaft zurückzog. Der 1976 fertiggestellte monumentale historische Roman wurde von den Verlegern wegen seines Umfangs (über 700 Seiten) und der Darstellung einer Frau, die sich nicht an die konventionelle Moral und die traditionellen Frauenrollen hält, abgelehnt. Er beschreibt das Streben einer Frau nach kultureller, finanzieller und sexueller Unabhängigkeit im Sizilien des frühen 20. Jahrhunderts, wobei sie sowohl mit Männern als auch mit Frauen schläft, Inzest begeht und eine Nonne ermordet. Zu ihren Lebzeiten konnte sie keinen Verleger für das Buch finden. Einer lehnte es als „einen Haufen Frevel“ ab.
1979 heiratete sie den 22 Jahre jüngeren Schriftsteller und Schauspieler Angelo Pellegrino (1946–), ein Akt, der als skandalös galt.
1980 war Sapienza so verarmt, dass sie den Schmuck einer Freundin stahl und für drei Monate im Gefängnis von Rebibbia inhaftiert wurde. Während ihrer Haftzeit behauptete Sapienza, dass sie sich von ihren Mitgefangenen mehr akzeptiert fühlte als von anderen italienischen Intellektuellen. Sie schrieb daraufhin einen Bericht über ihre Zeit im Gefängnis, der 1983 unter dem Titel „L’Università di Rebibbia“ veröffentlicht wurde und ein kleiner kommerzieller Erfolg war. 1987 folgte „Le certezze del dubbio“, in dem sie den Übergang vom Gefängnis zum Leben außerhalb einiger der Frauen beschreibt, die sie in Rebibbia kennen gelernt hatte. Diese beiden Werke wurden dank der Begegnung mit dem Dichter und Verleger Beppe Costa veröffentlicht, der sich lange Zeit für sie einsetzte und sich um den Nachdruck ihrer anderen Werke bemühte.
In ihren letzten Lebensjahren unterrichtete sie Schauspiel am Centro Sperimentale di Cinematografia in Rom und schrieb weitere literarische Werke, von denen einige unveröffentlicht blieben.
Im Jahr 1994 konnte Sapienza den ersten (bestehend aus den Kapiteln 1–39) der vier Teile von „L’arte della gioia“ im Rahmen der von Marcello Baraghini geleiteten Reihe Millelirepiù auf Italienisch veröffentlichen lassen.
Goliarda Sapienza starb am 30. August 1996 in Gaeta.

### Posthumer Erfolg
Nach ihrem Tod finanzierte ihr Ehemann Angelo Pellegrino 1998 die vollständige Veröffentlichung von 1000 Exemplaren von L’arte della gioia durch Stampa Alternativa.
Einige Jahre später schickte er einige Exemplare zur Frankfurter Buchmesse, wo der Roman einem deutschen Verleger auffiel, der ihn für ein vergessenes Meisterwerk hielt und eine Veröffentlichung in Deutschland veranlasste. Der deutsche Verleger gab ihn auch an einen Verleger in Frankreich weiter, wo bis 2013 300.000 Exemplare in gebundener Form verkauft wurden.
Der Erfolg der französischen, deutschen und spanischen Ausgaben brachte Sapienza Vergleiche mit D.H. Lawrence und Stendhal ein. Daraufhin veröffentlichte der italienische Verlag Einaudi 2008 eine Ausgabe, die ihr Werk in Italien bekannt machte.
Dieser Erfolg führte zur Veröffentlichung zahlreicher weiterer Werke Sapienzas, vor allem des kurzen halb-autobiografischen Romans Io, Jean Gabin (2010), zweier Gedichtsammlungen, Siciliane (in sizilianischem Dialekt) und Ancestrale, sowie der Kurzgeschichte Elogio del bar; eine Auswahl von Gedanken aus den Tagebüchern des Schriftstellers, die in den Bänden Il vizio di parlare a me stessa und La mia parte di gioia zusammengefasst sind; eine Sammlung von Theaterstücken und Filmsujets, Tre pièces e soggetti cinematografici; und schließlich der Roman Appuntamento a Positano.
2022 veröffentlichte der Aufbau Verlag „Die Kunst der Freude“, übersetzt von Esther Hansen und Constanze Neumann.

## Kritik
Da es ihre Heldin Erica tatsächlich gab und Goliarda selbst in dem Roman vorkommt, gehört Wiedersehen in Positano zur Autobiografia delle contradizione, jenem Zyklus, den sie 1967 mit Lettera aperta begann. Das hat sie auch selbst so gesehen. Doch vor allem wollte sie von den anderen erzählen, die für sie wichtiger waren als ihre eigene Person und die einen wesentlichen Teil ihres Lebens waren. Deshalb verdienen sie es, dass Goliarda an sie erinnert und sie an die Leserinnen und Leser weitergibt.
Über ihren Roman Tage in Rebibbia (München, 2022) schreibt die Süddeutsche Zeitung am 6. September 2022: Es handelt sich um einen kraftvollen Bericht, der die Nachtseite des modernen Italiens in den Blick nimmt. Die Ich-Erzählerin agiert unter Klarnamen, schildert die unzumutbare Enge, die unfassbare Verwahrlosung und die Gemeinschaft unter den Frauen. Ihr gelingt ein soziologisch tiefenscharfes Fresko, in dem sie den radical chic der Terroristinnen ebenso beschreibt wie die seelische Zerrüttung der Drogenabhängigen und die Zwangslage vieler Schließerinnen.
Leyla Sophie Gleissner schreibt in DIE ZEIT vom 10. Februar 2023 über Sapienzas umfangreichen Roman Die Kunst der Freude: Tatsächlich strotzt der Roman nur so vor Tabubrüchen. Vorpubertäre Masturbation, Kindesvergewaltigung, Muttermord, Inzest werden atmosphärisch und manchmal verstörend eindringlich beschrieben. Aber auch hier greift kein vorschnelles Urteil: Es geht in Die Kunst der Freude nicht darum zu schockieren, Gewalt zu banalisieren oder Täterverhalten verständlich zu machen. Grausamkeiten wird hier Raum gegeben, weil sich jemand verpflichtet hat, ein ganzes Leben zu erzählen. Und dieses Leben hier setzt sich zusammen aus dem, was weh tut wie auch dem, was guttut. Es kann sich bis zur Vernichtung erstrecken und von da bis zur Neuerfindung des Selbst.

## Filmografie
- 1946: Un giorno nella vita
- 1949: Fabiola
- 1950: Persiane chiuse
- 1951: Behind Closed Shutters
- 1952: Altri tempi
- 1952: Männer ohne Tränen (La voce del silenzio)
- 1954: Senso
- 1955: Ulyssess
- 1955: Gli Sbandati
- 1970: Lettera aperta a un giornale della sera
- 1983: Dialogo di Roma

## Bibliografie
- Lettera aperta. 1967 (italienisch).
- Il filo di mezzogiorno. 1969 (italienisch).
- Destino coatto. 1970 (italienisch). Es handelt sich um eine Sammlung kurzer Monologe, die von Halluzinationen und Obsessionen geprägt sind und erstmals in der Zeitschrift Nuovi Argomenti veröffentlicht wurden. In der Folge wurde sie 2002 von Empirìa und 2011 von Einaudi neu aufgelegt.
- Vengo da lontano, 1991. Es handelt sich um einen kurzen Artikel zum Thema Frieden, der in einer Sammlung von Artikeln einer Gruppe von Schriftstellerinnen zur Zeit des Golfkriegs veröffentlicht wurde.
- L’Università di Rebibbia. 1983 (italienisch). (dt.: Tage in Rebibbia, übers. von Verena von Koskull, Aufbau, Berlin 2022, ISBN 978-3-351-03891-5)
- Le certezze del dubbio. 1987 (italienisch).
- L’arte della gioia. 1998, ISBN 978-1-250-05024-3 (italienisch). (dt.: Die Kunst der Freude, übers. von Esther Hansen und Constanze Neumann, Aufbau, Berlin 2022, ISBN 978-3-351-03932-5 / Die Unvorhersehbarkeit der Liebe, übers. von Esther Hansen und Constanze Neumann, Aufbau, Berlin 2013, ISBN 978-3-8412-0693-0,  / zwei Bände: In den Himmel stürzen und Die Signora Aufbau, Berlin 2005 und 2006) – Übersetzt ins Englische von Anne Milano Appel und veröffentlicht unter dem Titel The Art of Joy.
- Io, Jean Gabin. 2010, ISBN 978-88-06-20189-0 (italienisch). (dt.: Ich, Jean Gabin, übers. von Klaudia Ruschkowski, S. Marix Verlag im Verlagshaus Römerweg, Wiesbaden 2024.)
- Il vizio di parlare a me stessa. 2011 (italienisch).
- Siciliane. 2012 (italienisch).
- Ancestrale. 2013 (italienisch).
- La mia parte di gioia. 2013, ISBN 978-88-584-1153-7 (italienisch).
- Elogio del bar. 2014, ISBN 978-88-6192-581-6 (italienisch).
- Tre pièces e soggetti cinematografici. 2014 (italienisch).
- Appuntamento a Positano. 2015, ISBN 978-88-06-21173-8 (italienisch). Von Brian Robert Moore ins Englische übersetzt und 2021 unter dem Titel Meeting in Positano veröffentlicht. Ungekürzte Taschenbuchausgabe in Deutsch; übersetzt von Christiane Landgrebe: Wiedersehen in Positano, München 2021, zweite Auflage 2023.

## Dokumentation
- Begehren und Rebellion – Der Roman "Die Kunst der Freude". Regie: Coralie Martin, ARTE F, Frankreich, 59 Minuten, 2023